# Coelinidea alrutzae
Coelinidea alrutzae är en stekelart som beskrevs av Riegel 1982. Coelinidea alrutzae ingår i släktet Coelinidea och familjen bracksteklar. Inga underarter finns listade i Catalogue of Life.